# Soltszentimre
Soltszentimre je obec v Maďarsku v župě Bács-Kiskun v okrese Kiskőrös. K 1. lednu 2018 zde žilo 1 284 obyvatel.

## Historie
První písemná zmínka o obci pochází z roku 1211.
Novodobá historie obce začala prodejem panství 27. října 1890. Původní majitelé prodali pozemky skupině 85 kupců, kteří položili základ dnešní obce. Výstavba obce začala nejprve v okolí hradu Ivanka. V roce 1916 povolil arcibiskup Lipót z Kalocsy zřízení samostatné římskokatolické farnosti pro osadu.
V roce 1921 získala osada statut samostatná vesnice pod názvem Pusztaszentimre, který byl v roce 1924 trvale změněn na nynější název Soltszentimre.
Elektřina byla do obce zavedena v roce 1951. Vodovodní síť byla dokončena v roce 1990 a dodávka zemního plynu byla zavedena v roce 1992.
Znak obce byl vytvořen v roce 2007 na počest tisíciletého výročí narození uherského knížete Svatého Emericha.

## Geografie
Obec je vzdálena asi 16 km severně od okresního města Kiskőrös. Od města s župním právem, Kecskemétu, se nachází asi 35 km jihozápadně.

## Doprava
Do obce se lze dostat silnicí z Fülöpszálláse a Kaskantyú. Dále jí prochází důležitá železniční trať Budapešť–Kiskunhalas–Subotica–Bělehrad, na které se nachází zastávka Soltszentimre.